# جون ويلسون (لاعب كريكت نيوزلندي)
جون ويلسون (7 يوليو 1957 في نيوزيلندا - ) (بالإنجليزية: John Wilson)‏ هو لاعب كريكت نيوزلندي.

## وصلات خارجية
- جون ويلسون على موقع إي آس بي آن كريك إنفو (الإنجليزية)